# Obie Trice
Obie Trice, född 14 november 1977, är en rappare från Detroit. Redan som ung var han bekant med D12 (Eminem, Swifty, Kon Artis, Kuniva, Proof, Bizarre). Hans debutalbum hette Cheers och släpptes 2003.

## Diskografi

### Studioalbum
- 2003: Cheers USA #5 (Platina; 1.2 miljoner kopior sålda, Storbritannien #11 (Guld)
- 2006: Second Round's on Me
- 2012: Bottoms Up
- 2015: The Hangover
- 2019: The Fifth

### Samlingsalbum
- 2009: Special Reserve

### Singlar
| År   | Titel                         | Listplaceringar | Listplaceringar | Listplaceringar | Listplaceringar | Album             |
| År   | Titel                         | US Hot 100      | US R&B/Hip-Hop  | US Rap          | UK Singles      | Album             |
| ---- | ----------------------------- | --------------- | --------------- | --------------- | --------------- | ----------------- |
| 2003 | "Got Some Teeth"              | #54             | #33             | #12             | #8              | Cheers            |
| 2004 | "The Set Up (You Don't Know)" | #73             | #39             | #19             | #32             | Cheers            |
| 2004 | "Don't Come Down"             | -               | -               | -               | -               | Cheers            |
| 2006 | "Snitch" (featuring Akon)     | -               | -               | -               | -               | 2nd Round's On Me |
| 2009 | "Got Hungry"                  |                 |                 |                 |                 | Special Reserve   |